# Episodi di Joséphine, ange gardien (diciottesima stagione)
La diciottesima stagione della serie televisiva Joséphine, ange gardien è stata trasmessa in Francia tra il 2017 e il 2018 e in Italia nel 2019.

## Episodio 85: Un tuffo nel passato
- Titolo originale: '
- Diretto da:
- Scritto da:

### Trama
Garance Martin ha avuto una vita strepitosa in giro per il mondo nonostante sia nata povera e da giovane facesse la cameriera presso una prestigiosa famiglia. Ora che è deceduta ha lasciato in eredità alla sua pronipote un quadro che la ritrae da ragazza realizzato dal famoso pittore Henri de Fonvieille, morto ucciso in una battuta di caccia all'età di 26 anni e della cui morte fu accusata proprio la giovane Garance. L'opera però nasconde un misterioso segreto ed è la chiave per scoprire la vera eredità di Garance. A Joséphine non rimane che tornare indietro, agli anni della Belle Epoque, per conoscere Garance, Henri e la loro storia d'amore in modo da risolvere finalmente il mistero e aiutare la pronipote a trovare la vera eredità della bisnonna.

## Episodio 86: Amicizia e verità
- Titolo originale: '
- Diretto da:
- Scritto da:

### Trama
Trent'anni prima il giovanissimo Jasper si è perso nella foresta mentre giocava con gli amici e ha trovato una grotta misteriosa in cui ha sentito "cantare le pietre"; da allora intorno alla sua figura sono nate le più disparate leggende. Oggi vicino a quei luoghi sorge il campeggio per ragazzi "Les pierres qui chantent", un posto lontano da ogni connessione possibile dove i giovani sono costretti a disintossicarsi da internet, cellulari ecc per riscoprire un rapporto con la natura, socializzare e collaborare, creando amicizie sincere e durature. Ovviamente gli ospiti del campeggio non sono entusiasti di essere li e ne combinano di tutti i colori. Le cose per Joséphine, nei panni di animatrice e aiutata questa volta da un giovane collega angelo anch'egli sotto le mentite spoglie di animatore, non sono per nulla semplici ma un trekking alla ricerca delle famose "pietre che cantano" cambierà per sempre tutte le dinamiche fra i ragazzi facendoli crescere e maturare.

## Episodio 87: Tutti per uno
- Titolo originale: '
- Diretto da:
- Scritto da:

### Trama
Dopo la morte della madre, Jules e i suoi fratelli restano completamente soli e per più di un anno riescono ad ingannare l'assistente sociale aiutati ogni tanto da uno zio alcolizzato. I quattro (due fratelli e due sorelle) sono legatissimi e Jules, il maggiore, si destreggia fra lavoro e gli impegni che solitamente svolgono i genitori per fare in modo che ai fratellini non manchi mai nulla: la sua grande paura è che li dividano affidandoli a famiglie diverse. Il ragazzo è molto maturo e giudizioso e tutto sembra andare per il verso giusto fino a quando egli non si unisce ad un club sportivo di parkour e, dato che è molto bravo in quello sport, viene notato dal titolare. Quest'ultimo, insieme alla sorella, convince Jules ad entrare a far parte della loro "banda" facendogli fare una serie di "riti di iniziazione" sempre più complessi in giro per i palazzi di Parigi: Jules scopre cosi che la banda in realtà, durante i percorsi, si introduce nei palazzi per commettere rapine e da quel momento cominceranno i guai. Riuscirà Joséphine ad aiutare Jules a rimettere a posto le cose ed evitare che tutto intorno a lui precipiti?

## Episodio 88: Tre amici e un matrimonio
- Titolo originale: '
- Diretto da:
- Scritto da:

### Trama
Tom, gestore di un campeggio, viene invitato insieme ai suoi due soci nonché amici storici, al matrimonio della sua ex Arianne. Qui i tre scoprono che lo sposo, Artur, è praticamente il sosia di Tom e capiscono che Arianne non lo ha mai dimenticato, nonostante ora lo consideri un fratello sul quale sa di poter sempre fare affidamento. Un imprevisto fa si che la sposa debba sostituire all'ultimo momento la sua testimone proprio con Tom e questo scatenerà una serie di dinamiche ed equivoci a catena: Artur, non proprio entusiasta del rapporto fra la fidanzata e Tom cerca di sabotarlo in tutti i modi, nonostante egli stesso nasconda un segreto da tanti anni, i due amici di Tom che si improvvisano detective pasticcioni, Tom che non riesce a capire se è ancora innamorato di Arianne e la sposa che custodisce una tenera novità. Un bel daffare per Joséphine che, nei panni della concierge del grand hotel dove alloggiano tutti loro, dovrà aiutare Tom a fare chiarezza nei suoi sentimenti e sbrogliare la matassa di intrecci. C'è un matrimonio da celebrare.